# 列宁圈子
列宁圈子（意大利语：Circolo Lenin）是意大利的一个已不存在的共产主义政党。该党成立于1994年，分裂自重建共产党。它的意识形态是共产主义、马克思列宁主义、霍查主义。它的政治立场是极左翼。它是马列主义政党和组织国际会议 (团结和斗争)的成员。2008年，该党和《理论和实践》编辑部合并成一个名为“共产主义纲领”的新政党。